# Liga Española de Lacrosse 2 2013-14
La Liga Española de Lacrosse 2 2013/14 o LEL 2 2013/14 fue la 1ª edición de la competición de segunda categoría del Lacrosse en España, tras tres años de existencia de la primera categoría.
En esta competición participaron un total de 8 equipos, divididos en dos grupos de 4. Los dos mejores de ambos grupos jugarían el Final Four, unos PlayOffs para decidir el ganador de la competencia.
La mayoría de los equipos que disputaron esta competición ya habían jugado en la LEL en ediciones anteriores.
Tras la fase regular y el los playoffs disputados en la Final Four, el Sevilla Lacrosse se coronó como campeón de la primera edición de LEL 2.

## Equipos

### Grupo 1
| Equipo                                                         | Ciudad  | Estadio                      | Entrenador | Mapa                                                                 |
| -------------------------------------------------------------- | ------- | ---------------------------- | ---------- | -------------------------------------------------------------------- |
| Bilbao Black Crows                                             | Bilbao  | ?                            | ?          | \| Bilbao Black Crows Madrid Lacrosse B Sevilla Lacrosse UH Gijón \| |
| Madrid Lacrosse B                                              | Madrid  | ?                            | ?          | \| Bilbao Black Crows Madrid Lacrosse B Sevilla Lacrosse UH Gijón \| |
| Sevilla Lacrosse                                               | Sevilla | ?                            | ?          | \| Bilbao Black Crows Madrid Lacrosse B Sevilla Lacrosse UH Gijón \| |
| UH Gijón                                                       | Gijón   | Universidad Laboral de Gijón | ?          | \| Bilbao Black Crows Madrid Lacrosse B Sevilla Lacrosse UH Gijón \| |
| Bilbao Black Crows Madrid Lacrosse B Sevilla Lacrosse UH Gijón |         |                              |            |                                                                      |

### Grupo 2
| Equipo                                                         | Ciudad    | Estadio | Entrenador    | Mapa                                                                 |
| -------------------------------------------------------------- | --------- | ------- | ------------- | -------------------------------------------------------------------- |
| Alicante Barefoots                                             | Alicante  | ?       | ?             | \| Alicante Barefoots Barcelona Bandits Arcas Lax Montes Lacrosse \| |
| Barcelona Bandits                                              | Barcelona | ?       | ?             | \| Alicante Barefoots Barcelona Bandits Arcas Lax Montes Lacrosse \| |
| Box Componentes Arcas Lax                                      | Cuenca    | ?       | Marcos Berges | \| Alicante Barefoots Barcelona Bandits Arcas Lax Montes Lacrosse \| |
| Montes Lacrosse                                                | Madrid    | ?       | ?             | \| Alicante Barefoots Barcelona Bandits Arcas Lax Montes Lacrosse \| |
| Alicante Barefoots Barcelona Bandits Arcas Lax Montes Lacrosse |           |         |               |                                                                      |

## Clasificación

### Grupo 1
Actualizado a últimos partidos disputados el sin actualizar.
|  |    | Equipos            |  | PJ | PG | PE | PP | PF | PC | Dif | Pts | Can. | Final |
|  | -- | ------------------ |  | -- | -- | -- | -- | -- | -- | --- | --- | ---- | ----- |
|  | 1. | Sevilla Lacrosse   |  | 0  | 0  | 0  | 0  | 0  | 0  | 0   | 0   | 0    | 0     |
|  | 2. | Barcelona Bandits  |  | 0  | 0  | 0  | 0  | 0  | 0  | 0   | 0   | 0    | 0     |
|  | 3. | Bilbao Black Crows |  | 0  | 0  | 0  | 0  | 0  | 0  | 0   | 0   | 0    | 0     |
|  | 4. | Madrid Lacrosse B  |  | 0  | 0  | 0  | 0  | 0  | 0  | 0   | 0   | 0    | 0     |

### Grupo 2
Actualizado a últimos partidos disputados el sin actualizar.
|  |    | Equipos                   |  | PJ | PG | PE | PP | PF | PC | Dif | Pts | Can. | Final |
|  | -- | ------------------------- |  | -- | -- | -- | -- | -- | -- | --- | --- | ---- | ----- |
|  | 1. | Barcelona Bandits         |  | 0  | 0  | 0  | 0  | 0  | 0  | 0   | 0   | 0    | 0     |
|  | 2. | Box Componentes Arcas Lax |  | 0  | 0  | 0  | 0  | 0  | 0  | 0   | 0   | 0    | 0     |
|  | 3. | Montes Lacrosse           |  | 0  | 0  | 0  | 0  | 0  | 0  | 0   | 0   | 0    | 0     |
|  | 4. | Alicante Barefoots        |  | 0  | 0  | 0  | 0  | 0  | 0  | 0   | 0   | 0    | 0     |

## Resultados

### Final Four
El Final Four se jugó entre los equipos Sevilla Lacrosse, siendo el equipo con más puntos de ambos grupos; el UH Gijón, que fue segundo del grupo 1; el Barcelona Bandits, que fue el primero del grupo 2 y el Box Componentes Arcas Lax, segundo del grupo 2.